# Wybory parlamentarne na Tonga w 2002 roku
Wybory parlamentarne na Tonga w 2002 odbyły się 6 i 7 marca. Wybierano 9 przedstawicieli ludu i 9 przedstawicieli szlachty do 30-osobowego Zgromadzenia Ustawodawczego na trzyletnią kadencję. Wybory były sukcesem Ruchu na rzecz Praw Człowieka i Demokracji, który zdobył 7 na 9 możliwych miejsc.

## System wyborczy
Prawo do głosowania na przedstawicieli ludu mieli wszyscy obywatele Tonga mający ukończone 21 lat, piśmienni i (w przypadku mężczyzn) nienależący do szlachty. Kandydować na przedstawicieli ludu w Zgromadzeniu mogły osoby posiadające czynne prawo wyborcze i nieposiadające długów wyższych niż pozwalał próg określony w prawie. Kraj został podzielony na pięć okręgów wyborczych. Kandydaci musieli przedstawić podpisy poparcia 50 wyborców z własnego okręgu i wpłacić depozyt wysokości 100 $T, który odzyskiwali, jeśli zdobyli określony odsetek głosów (6,3% lub 10%, w zależności od okręgu).
Oprócz przedstawicieli ludu i szlachty w Zgromadzeniu Ustawodawczym zasiedli z urzędu członkowie mianowanej przez króla Tajnej Rady (10 ministrów) oraz dwóch gubernatorów.

## Kampania i wyniki
O dziewięć mandatów przypadających przedstawicielom ludu ubiegało się 52 kandydatów. Demokraci, startujący pod szyldem Ruchu na rzecz Praw Człowieka i Demokracji (HRDM), zdobyli 7 mandatów.
Wszyscy wybrani posłowie byli mężczyznami.

## Następstwa
Po wyborach Ruch na rzecz Praw Człowieka i Demokracji, ośmielony wyborczym sukcesem, rozpoczął intensywną kampanię na rzecz reformy systemu politycznego poprzez wydzielenie izby wyższej, złożonej ze szlachty, podczas gdy izba nisza byłaby w całości wybierana przez lud.
Wkrótce po wyborach lider demokratów ʻAkilisi Pohiva wraz z dwiema innymi osobami – synem oraz 'Isileli Pulu (również posłem do Zgromadzenia) – zostali aresztowani pod zarzutem podżegania do zamieszek i fałszerstwa. Przyczyną aresztowania było opublikowanie w biuletynie HRDM pochodzącego z 1991 dokumentu dotyczącego rzekomego trzymania przez króla pieniędzy w rajach podatkowych. W maju 2003 oskarżeni zostali uwolnieni przez sąd od zarzutów.

## Źródło
- Historical Archive of Parliamentary Election Results (2002). Inter-Parliamentary Union. [dostęp 2016-08-04]. (ang.).